# ثمن الغربة (فلم)
ثمن الغربة فيلم دراما مصري للمخرج نادر جلال عام 1987  كتب القصة والسيناريو والحوار السيناريست بسيوني عثمان. الفيلم من بطولة عادل أدهم، صابرين، مصطفى كريم، عزيزة راشد، ورجاء الجداوي  وتدور الأحداث حول رجل الأعمال لطفي الذي يضطر للسفر خارج البلاد بينما تتزوج مطلقته من رجل آخر ويقع ولدهم حسام في بحر من الإهمال والفساد يدفعه إلى نهايته المحتومة.
صدر الفيلم إلى دور العرض المصرية في 6 مايو 1989. الموافق لعيد الفطر 1409 هـ.
منح موقع قاعدة بيانات الأفلام على الإنترنت (IMDB) الفيلم درجة 4.6/ 10.
منح موقع قاعدة بيانات الأفلام العربية «السينما.كوم» الفيلم درجة 5.4/ 10.

## طاقم التمثيل
عادل أدهم: في دور لطفي (رجل الأعمال)
صابرين: في دور رانيا (مضيفة كافيتريا وعشيقة حسام)
مصطفى كريم: في دور حسام لطفي (ابن رجل الأعمال لطفي)
فتوح أحمد: في دور فؤاد (صديق حسام الفاسد)
أحمد صيام: في دور مرسي (عامل بناء وصديق حسام)
عزيزة راشد: في دور فيفي (فتاة الليل وصديقه فؤاد)
نبيل الحلفاوي: في دور شكري (ضابط المباحث)
رجاء الجداوي: في دور أميرة (والدة حسام)
عبد الله إسماعيل: في دور عبد الله الضبش (صديق فؤاد وحسام)
رشاد عثمان: في دور المعلم أبو دومة
محسن الصفتي: في دور علي (ضابط المباحث)
نادية شمس الدين: في دور أم مرسي
فوزي الشرقاوي: في دور عبد الرحمن (المحامي)
عثمان محمد علي: في دور عماد
رشاد فرج: في دور متولي (البواب)
لويس يوسف: في دور الطبيب
صالح العويل: في دور المخبر
أحمد جمهورية: في دور بائع الصحف (في محطة مصر)
بالاشتراك مع: آمال الخولي – سعيد اللبان – أحمد العضل

## أحداث الفيلم
يضطر رجل الأعمال لطفي (عادل أدهم)، بعد إشهار إفلاسه، للهروب من مصر حتى لا يتعرض للسجن، وترك زوجته أميرة (رجاء الجداوي) وإبنه الصغير حسام، فطلبت أميرة الطلاق وحصلت عليه، وتزوجت من عماد (عثمان محمد علي) الذي قام برعاية ابنها حسام وأنجب ابنة الصغيرة، بينما انهمك لطفي في جمع الأموال حتى كون ثروة كبيرة، أملاً في العودة لمصر ورد اعتباره. كان لطفي يحول الأموال لزوجته السابقة لمصاريف إبنه حسام الذي شب (مصطفى كريم) ولكن إحساسه بالحاجة لوالده، جعله يضل الطريق ويصاحب أصدقاء السوء، فأدمن الهيروين، وتعرف على رانيا (صابرين)، مضيفة الكافيتريا، وتطورت علاقتهم فحملت منه. زادت إحتياجاته المادية بسبب الإدمان، وأتفق مع صديقه الفاسد فؤاد (فتوح أحمد) والآخر الفاسد، عامل البناء، مرسي (أحمد صيام) على السطو على بيت سيدة ثرية أثناء غيابها. توجه الثلاثة لمنزل السيدة الثرية، ولكنهم اكتشفوا وجودها، فتم الاعتداء عليها، وفى أثناء هروبهم تصدى لهم البواب (رشاد فرج)، فصدمه حسام بسيارته، وتسبب ذلك في إصطدام السيارة بشجرة، فسقطت لوحة أرقام السيارة، واستطاع الثلاثة الهرب. نقل البواب للمستشفى حيث تم شفاءه، ولقيت السيدة الثرية مصرعها بعد عدة أيام. تمكن ضابط المباحث شكري (نبيل الحلفاوي) من التوصل لعنوان حسام، عن طريق لوحة سيارته، وقام باستجواب أمه أميرة، التي لم تكن تعلم مكانه، وأرسلت لوالد حسام فحضر على الفور. حاول لطفي الوصول إلى حسام قبل أن يصل اليه رجال الشرطة، ليتمكن من تهريبه للخارج، بينما لجأ فؤاد إلى صديقته فتاة الليل فيفي (عزيزة راشد) واختبأ الثلاثة عندها. أراد مرسي الخروج لرؤية أمه واخوته، وصحبه حسام لرؤية رانيا، وفي نفس الوقت توصل لطفي لعنوان مرسي الذي شك في نيته وسارع بالهرب ليجد الشرطة تنتظره حيث جاءوا في أثر لطفي. سارع مرسي إلى سطح المبنى ليسقط من أعلى ويلقي مصرعه، بينما فوجئ حسام وهو في سيارة أجرة مع رانيا، بلجنة مرورية، فحاول الهرب ليطلق عليه رجال الشرطة الرصاص، ويصاب في ذراعه قبل أن يتمكن من الهرب، والعودة لمنزل فيفي، والتى طلبت من فؤاد اصطحاب حسام ومغادرة منزلها. استنجد حسام وفؤاد بصديقهم عبد الله الضبش (عبد الله إسماعيل)، الذي أخفاهم عند المعلم أبو دومة (رشاد عثمان)، وتمكن الضبش من إحضار طبيب (لويس يوسف) ليستخرج الرصاصة من ذراع حسام، وقتلوه بعد ان أتم مهمته. تولى أبو دومة تصريف المسروقات، بعد أن سلبهم أكثر من نصف قيمتها، ثم طلب من فؤاد المغادرة عند الفجر. إستطاع لطفي التوصل إلى الضبش عن طريق رانيا، وطلب منه إيصاله لمكان حسام، فقام الضبش بتسليمه إلى أبو دومة الذي طلب الثمن مقدما، وصحبه لمكان حسام وفؤاد، وطلب منه لطفى سيارة لنقلهم سرا للسويس. اتفق لطفي مع بعض رجال الجوازات لتهريب حسام، وساعده عماد زوج أميرة، ولكن الشرطة قامت بالضغط على عماد الذي قادهم لمكان أبو دومة، حيث تبادلت الشرطة إطلاق الرصاص مع الموجودين فقتل أبو دومة وفؤاد، وأصيب حسام ومات بين ذراعي لطفي، الذي أصيب بالانهيار.

## حادثة أثناء التصوير
كتب موقع نيوزفيلد في 9 فبراير 2019 عن حادث أثناء تصوير فيلم "ثمن الغربة": "في مشهد من المفترض تصويره في عربة للموتى، كان يقود السيارة كومبارس، وأثناء التصوير ارتطمت السيارة بمطبات صناعية  أكثر من مرة وفي كل "خبطة" كان عادل يصرخ للممثل "هدي.. هدي"، ولكن الكومبارس لم يستجب لطلبه وأخبره أن المخرج نادر جلال أمره بعدم التوقف، وأكمل الممثل وارتطم بمطب آخر  مما تسبب في "خبطة" لعادل في أعلى السيارة وسقوطه متألماً يصرخ وحينما انتهى المشهد وجدوه يصرخ بصوت عالي ويبكي، حيث تسبب المشهد في تمزق في أربطة الظهر و"فتق" في جانبيه وأسفل البطن"، وأضاف سيد المليجي على موقع الوطن أن عادل أدهم أجريت له جراحة بعد حادث السيارة في فيلم "ثمن الغربة.

## وصلات خارجية
- مقالات تستعمل روابط فنية بلا صلة مع ويكي بيانات
- ثمن الغربة على موقع الدهليز
- ثمن الغربة على موقع كاروهات